# Ectropis vadoni
Ectropis vadoni är en fjärilsart som beskrevs av Claude Herbulot 1954. Ectropis vadoni ingår i släktet Ectropis och familjen mätare. Inga underarter finns listade i Catalogue of Life.